# Имам сан
Имам сан (енгл. I Have a Dream) је говор у трајању од 17 минута који је Мартин Лутер Кинг одржао 28. августа 1963. и у којем је позвао на расну једнакост и заустављање дискриминације. Говор, који је одржао са степеништа Линколновог меморијала током Марша на Вашингтон за послове и слободу је био један од кључних момената у борби за једнакост коју је водио Афроамерички покрет за грађанска права. Говор је изречен пред око 200.000 људи.
Говор који је данас познат под именом „Имам сан“ имао је неколико различитих верзија које су написане неколико пута. Није било једног припремљеног нацрта него је говор био спој различитих верзија. Првобитна верзија је насловљена „Нормалност, никад више“, а поред ње постоји још неколико верзија сличног наслова. Битан моменат је и само одржавање говора. При крају говора, позната афроамеричка госпел певачица Махалија Џексон довикнула је Мартину Лутеру Кингу: „Реците им о сну, Мартине!“ Кинг је затим напустио припремљени говор и изрекао чувени дио свог говора. 